# Palác Chigi
Palác Chigi, někdy též Chigi-Aldobrandini (italsky Palazzo Chigi) je městský palác a bývalé šlechtické sídlo v Římě, které je oficiálním bydlištěm italského předsedy vlády. Od 22. října 2022 funkci zastává Giorgia Meloniová.

## Historie
Výstavba paláce na náměstí Piazza Colonna a ulici Via del Corso byla zahájena v roce 1562, jejím autorem byl architekt Giacomo della Porta. 28. ledna 1578 dům na Via del Corso koupil papežský právník Pietro Aldobrandini, bratr budoucího papeže Klementa VIII. Aldobrandini již vlastnil nemovitost podél ulice, která hraničí s takzvaným „ostrovem Colonna“, spojující ulici del Corso s Montecitoriem a měl v úmyslu obě tato místa propojit. Projektem byl pověřen architekt Matteo Bartolini z Città di Castello. Po smrti Pietra Aldobrandiniho jeho syn nemovitost prodal Paolu Fossanovi, který pokračoval ve stavebních úpravách na Via del Corso.
V roce 1616 dům odkoupil kardinál Pietro Aldobrandini, synovec papeže Klementa VIII. a stavbu propojil s dalšími sousedními budovami, jejichž křídla dala základ vzniku náměstí. V roce 1659 objekt odkoupili Chigiové, vlivný rod bankéřů ze Sieny. Poté byl přestavěn architekty Felicem della Greca a Giovannim Battistou Continim.
Pětipatrový palác má široké schodiště vedoucí k obývacím pokojům a nádvoří zdobené fontánou navržené Giacomem della Porta. Kašna se stala předlohou na různých místech Říma i dalších italských měst.
Po staletí budova sloužila především jako sídlo významných rodin papežského Říma, od konce 17. století pak byla využívána jako sídlo španělského velvyslanectví v Římě.
20. dubna 1770 zde koncertoval čtrnáctiletý Wolfgang Amadeus Mozart za přítomnosti Mladého pretendenta, britského korunního prince Karla Eduarda Stuarta.
V roce 1878 se palác stal rezidencí rakousko-uherského velvyslance v Itálii. Na počátku 20. století byl palác svědkem iredentistických nepokojů, požadujících nezávislost Tridentska a Terstu .

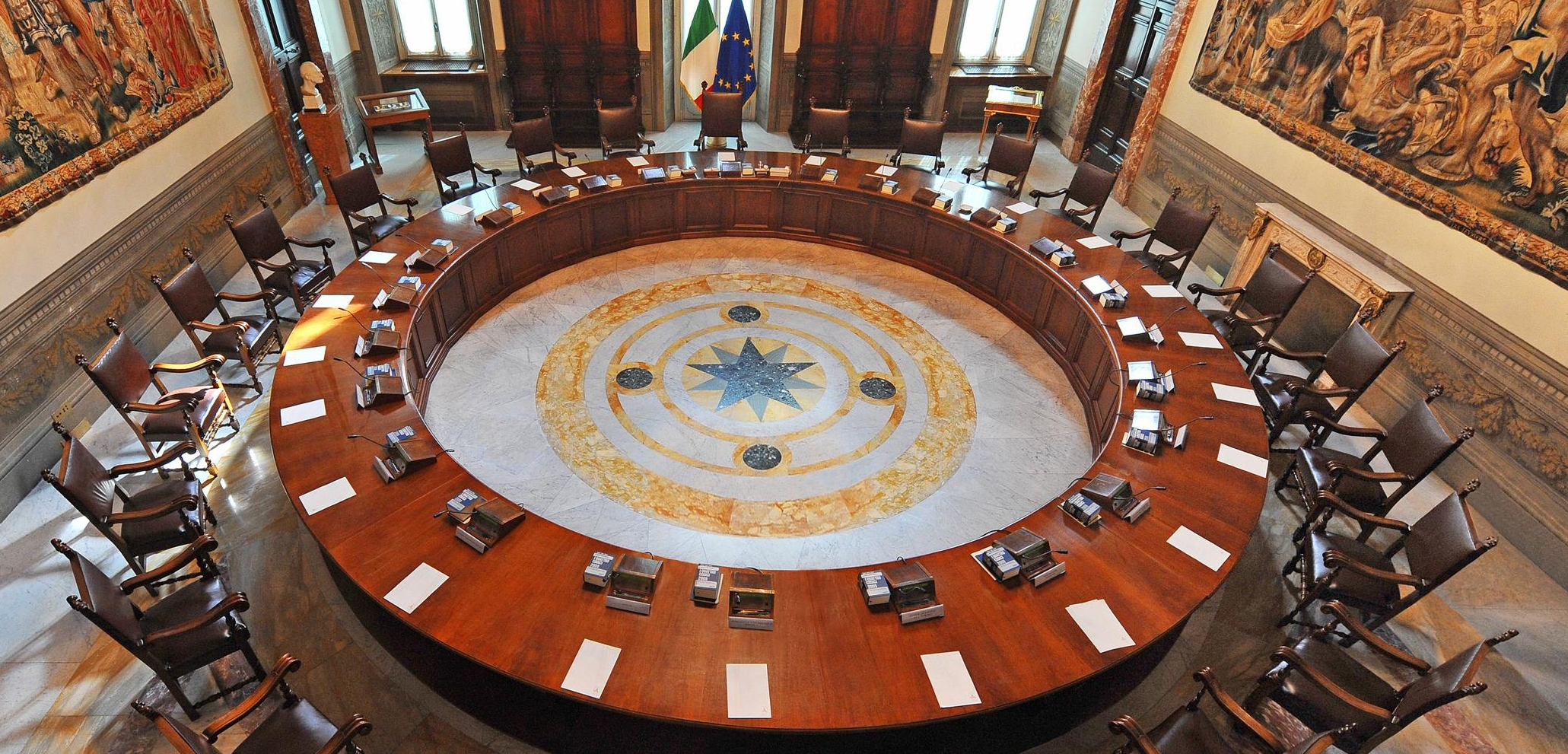
Zasedací místnost Rady ministrů

V roce 1916 palác odkoupilo Italské království a sloužil jako sídlo ministra pro koloniální záležitosti odpovědného za hospodářskou a úřední správu koloniálních majetků země a za směr jejich ekonomik.
Na počátku vlády Benita Mussoliniho v roce 1922 se palác Chigi stal oficiálním sídlem italského ministra zahraničních věcí.
V roce 1961 palác hostil setkání Rady ministrů Itálie a je sídlem italského předsedy vlády.
Na konci 20. století prošla budova rekonstrukcí vnějších částí ale také úřadu předsedy vlády, který premiér Giuliano Amato přemístil do jiného sálu paláce, a pro tuto příležitost byl znovu zřízen v původním umístění. Rekonstrukce byla dokončena 7. listopadu 1999.
28. dubna 2013 během inaugurace vlády Enrica Letty, spustil terorista Luigi Preiti palbu na dva policisty, Giuseppa Giangrandeho a Francesca Negriho. Negri a jedna těhotná kolemjdoucí byli zraněni.

## Umění

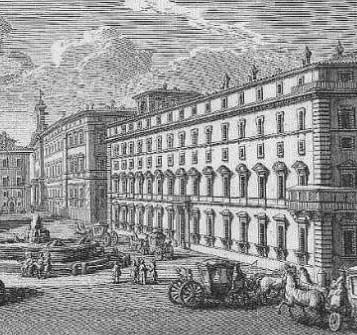
Palazzo Chigi na rytině z 18. století, Giuseppe Vasi

Na konci 17. století Agostino Chigi pověřil Giovanniho Battistu Continiho, aby uzpůsobit knihovní sál pro obrovskou knihovnu kardinála Flavia Chigiho.
Knihovna Chigi neboli Chigiana obsahovala tisíce cenných rukopisů (např. Codex Chigi), z velké části na základě osobní knihovny papeže Alexandra VII., člena rodu Chigiů.
Od doby papeže Benedikta XV. se Svatý stolec pokoušel knihovnu získat, neměl však dostatek finančních prostředků. Nakonec papež Pius XI. pověřen Pietra Tacchi Venturiho, aby vyjednal nákup s fašistickou vládou Benita Mussoliniho. Venturimu se podařilo přesvědčit Mussoliniho, aby knihovnu převedl do rukou Vatikánu bezplatně.